# Sieć Utrechcka
Sieć Utrechcka (ang. Utrecht Network) – grupa 28 uczelni reprezentujących 31 uniwersytetów europejskich, które współpracują w zakresie szeroko pojętej współpracy międzynarodowej. Sieć zajmuje się głównie wymianami studenckimi oraz promocją programów magisterskich i szkół letnich prowadzonych w językach obcych. Konsorcjum utrzymuje ponadto współpracę z uczelniami w USA i Australii.

## Członkowie sieci
Austria
- Karl-Franzens-Universität Graz

Belgia
- Uniwersytet w Antwerpii, Antwerpia

Czechy
- Masarykova univerzita w Brnie

Dania
- Aarhus Universitet

Estonia
- Tartu Ülikool

Finlandia
- Helsingin Yliopisto, Helsinki

Francja
- Université Lille Nord de France, Lille
- Universités de Strasbourg (Université Louis Pasteur - Strasbourg I; Université Marc Bloch - Strasbourg II; Université Robert Schuman - Strasbourg III)

Grecja
- Aristotéleio Panepistimio Thessaloníkis, Saloniki

Hiszpania
- Universidad Complutense de Madrid

Holandia
- Universiteit Utrecht / Hogeschool voor de Kunsten

Irlandia
- National University of Ireland, Cork

Islandia
- Háskóli Íslands Reykjavík

Litwa
- Vilniaus Universitetas, Wilno

Łotwa
- Latvijas Universitâte w Rydze

Malta
- L-Università ta' Malta w Msidzie

Niemcy
- Universität Leipzig
- Ruhr-Universität Bochum

Norwegia
- Universitetet i Bergen

Polska
- Uniwersytet Jagielloński w Krakowie

Portugalia
- Universidade de Coimbra

Rumunia
- Universitatea Alexandru Ioan Cuza w Iași

Słowacja
- Komensky University Bratysława

Słowenia
- Univerza v Ljubljani

Szwajcaria
- Universität Basel, Bazylea

Szwecja
- Lunds Universitet

Węgry
- Eötvös Loránd Tudományegyetem w Budapeszcie

Wielka Brytania
- University of Hull
- Queen’s University, Belfast

Włochy
- Università degli studi di Bologna